# Дальний (Волгоградская область)
Дальний — посёлок в Калачёвском районе Волгоградской области России. Входит в состав Логовского сельского поселения.

## История
В 1963 году указом Президиума Верховного Совета РСФСР поселок фермы № 6 совхоза «Маяк» переименован в Дальний.
В соответствии с Законом Волгоградской области от 20 января 2005 года № 994-ОД «Об установлении границ и наделении статусом Калачёвского района и муниципальных образований в его составе» , хутор вошёл в состав образованного Логовского сельского поселения. 

## География
Расположен в юго-западной части региона, в степной зоне, в пределах Ергенинской возвышенности, относящейся к Восточно-Европейской равнине. 

## Население
| 2010 |
| ---- |
| 156  |

## Инфраструктура
Было во время СССР развито сельское хозяйство. Действовала ферма совхоза «Маяк»

## Транспорт
Просёлочные дороги. 